# 凹鼻鲀
凹鼻鲀（学名：Chelonodon patoca），俗名沖繩河魨、琉球河魨、氣規、規仔，为輻鰭魚綱魨形目四齒魨亞目四齒鲀科的一種。

## 分布
本魚分布于印度西太平洋區，包括東非、南非、馬爾地夫、波斯灣、印度、孟加拉、緬甸、泰國、菲律賓、中國、台灣、日本、越南、馬來西亞、印尼、新幾內亞、澳洲等海域。该物种的模式产地在Ganges海峡。

## 深度
水深20-200公尺。

## 特徵
本魚體呈圓筒形，被覆由鱗片特化的細棘；口小。魚體黃棕色，散布許多白色圓斑，特徵是腹部上方具鮮黃色區塊。尾鰭截形，背鰭軟條9-11枚;臀鰭軟條8-10枚，體長可達33公分。

## 生態
本魚常在河口、紅樹林區活動，屬於廣鹽性魚類。游動緩慢，受驚嚇會吸入大量的空氣或水，將魚體漲大成圓球狀，以嚇退掠食者。肉食性，以小型底棲動物為食。

## 經濟利用
可食用，但是精巢和內臟有河豚毒素，處理時需小心。